# Piecki (powiat bydgoski)

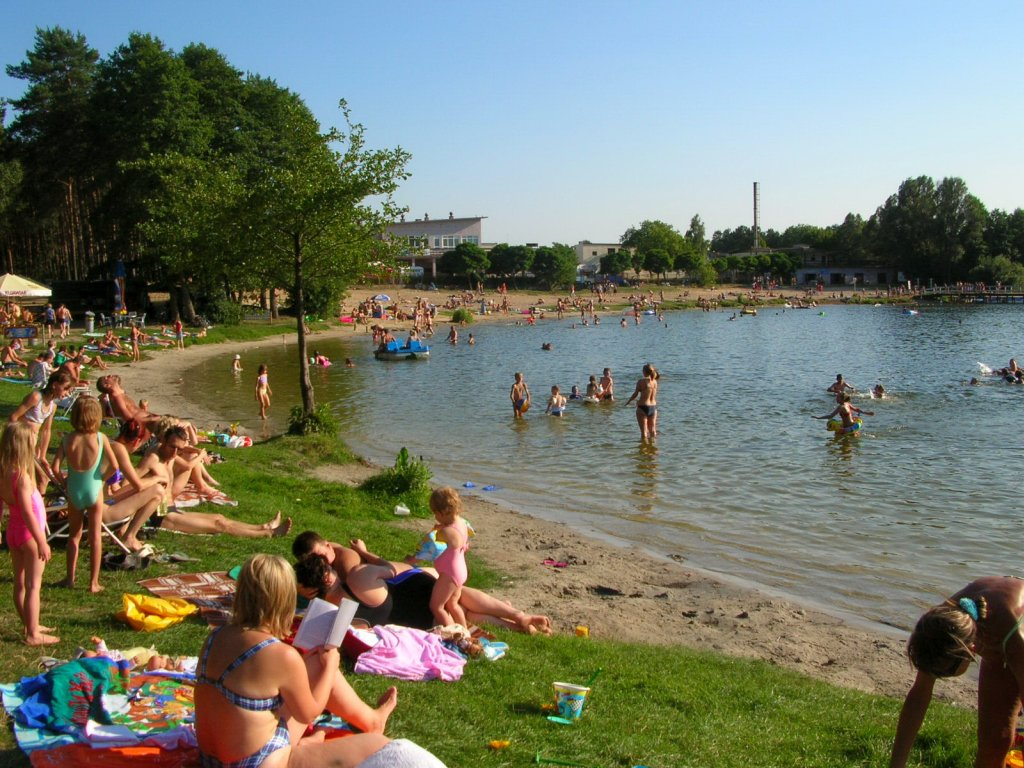
Kąpielisko nad jeziorem Jezuickim, zwane Piecki

Piecki (niem. Grünwalde) – osada w woj. kujawsko-pomorskim, w pow. bydgoskim, w gminie Nowa Wieś Wielka, w sołectwie Brzoza.
W latach 1975–1998 miejscowość administracyjnie należała do województwa bydgoskiego.

## Położenie
Piecki są miejscowością niesołecką usytuowaną w Puszczy Bydgoskiej, ok. 11 kilometrów na południowy wschód od Bydgoszczy i 2 kilometry na północ od jeziora Jezuickiego.
Pod względem fizycznogeograficznym Piecki leżą w obrębie Pradoliny Toruńsko-Eberswaldzkiej w mezoregionie Kotlina Toruńska i mikroregionie Wydmy Puszczy Bydgoskiej.

## Charakterystyka

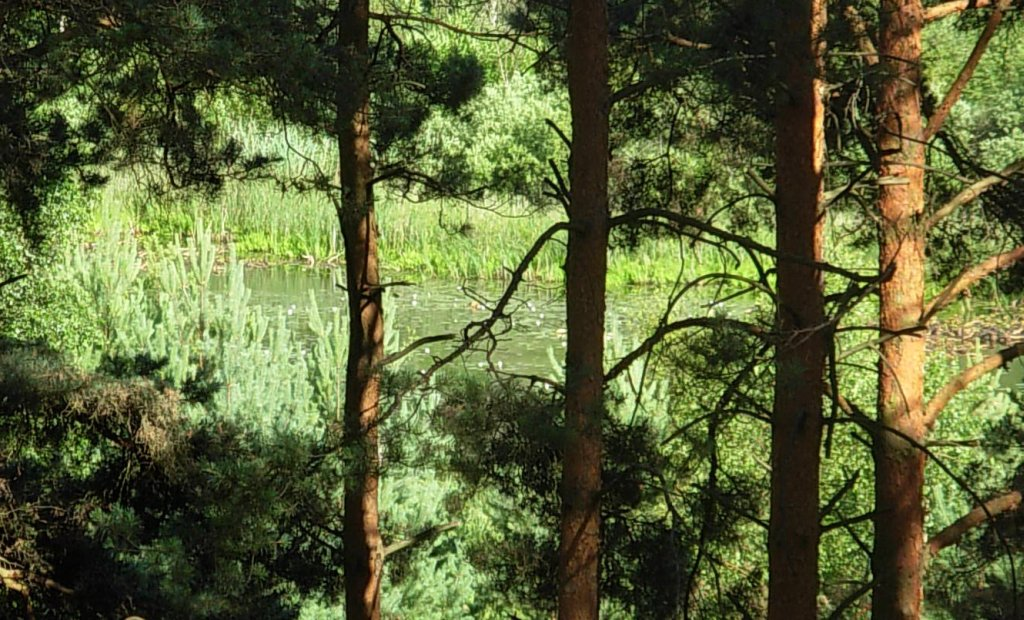
Zanikające jezioro w Pieckach

Piecki są niewielką osadą leśną, oddaloną od głównych szlaków komunikacyjnych. Połączenie od północy z Bydgoszczą oraz od południa z Prądocinem i jeziorem Jezuickim zapewnia utwardzona droga leśna. Miejscowość otoczona jest Puszczą Bydgoską z Obszarem Chronionego Krajobrazu Wydm Kotliny Toruńsko-Bydgoskiej. W lesie otaczającym miejscowość znajdują się obniżenia wytopiskowe, dawniej jeziora, obecnie torfowiska. Do czasów dzisiejszych zachowało się małe zanikające jezioro, otoczone roślinnością hydrofilną. W latach 90. XX w. planowano tu utworzenie rezerwatu przyrody Piecki Jezuickie. Na południe od Piecek znajdują się dwa zarośnięte już jeziora, przy wyższym stanie wody prawdopodobnie połączone niegdyś z jeziorem Jezuickim.
W pobliżu Piecek zbiegają się trzy piesze szlaki turystyczne PTTK prowadzące z Bydgoszczy przez Puszczę Bydgoską w rejon jeziora Jezuickiego:  szlak „Relaks”,  szlak „Wolnościowy” i  szlak „Komputerków”.
Na terenie wsi zlokalizowany jest nieczynny cmentarz ewangelicki.
Zwyczajowo nazwą Piecki określa się także popularne kąpielisko nad jeziorem Jezuickim, położone ok. 2 km na południe od miejscowości.

## Historia
Na mapie Schröttera z końca XVIII wieku miejscowość oznaczono Pietzka. W pobliżu niewielkiego jeziora, na łąkach otoczonych lasem znajdowały się pojedyncze zabudowania. Wieś rozrosła się wskutek napływu kolonistów niemieckich. Spis miejscowości rejencji bydgoskiej z 1833 r. podaje, że we wsi Pietzka w powiecie bydgoskim mieszkało 98 osób (92 ewangelików, 6 katolików) w 13 domach. Na północ od wsi znajdowała się osada Prośnionka, gdzie w 9 domach mieszkało 19 osób (11 ewangelików, 8 katolików). Według opisu Jana Nepomucena Bobrowicza z 1846 r. wieś Piecki należała do rządowej domeny bydgoskiej. Kolejny spis z 1860 r. podaje, że we w Pieckach mieszkało 99 ewangelików w 14 domach. Na miejscu znajdowała się szkoła elementarna. Miejscowość należała do parafii katolickiej i ewangelickiej w Bydgoszczy. Kilka kilometrów na północ od Piecek istniała osada leśna Prośnionka, gdzie mieszkało 22 osób (7 ewangelików, 15 katolików) w 3 domach. Dzieci z Prośnionki uczęszczały do szkoły w Pieckach.
W XIX wieku nazwę zmieniono na Grünwalde. Słownik geograficzny Królestwa Polskiego dla roku 1884 podaje, że Piecki były wsią w powiecie bydgoskim, należącą do parafii bydgoskiej. Mieszkało tu w 15 domach 110 osób, wszyscy byli ewangelikami. Najbliższa poczta i stacja kolejowa znajdowała się w Chmielnikach.
W styczniu 1920 roku na mocy traktatu wersalskiego miejscowość znalazła się w granicach odrodzonej Polski. Przywrócono wówczas polską nazwę miejscowości Piecki. Spis ludności z dnia 30 września 1921 r. wykazał, że wieś liczyła 83 mieszkańców (12 Polaków, 71 Niemców), którzy zamieszkiwali 17 domów. W skład wsi wchodziło także kilka domostw położonych na terenie dawnej osady Prosinionka. We wsi istniała szkoła elementarna, która powstała prawdopodobnie jeszcze w okresie pruskim. Szkoła była czynna jeszcze w 1925 roku, lecz przed 1928 r. została zamknięta. Z mapy Wojskowego Instytutu Geograficznego z okresu międzywojennego wynika, że budynek szkoły znajdował się na południowym krańcu wsi.
Piecki do 1934 r. były gminą wiejską o powierzchni 69 ha, wchodzącą w skład powiatu bydgoskiego. Istniało tu 8 gospodarstw należących do mniejszości niemieckiej, które obejmowały łącznie 48% powierzchni wsi. Od 1934 r. wieś wchodziła w skład sołectwa (gromady) Brzoza i gminy Bydgoszcz-wieś.
5 września 1939 roku w rejonie Brzozy i Piecek Wojsko Polskie toczyło potyczki z Wehrmachtem. Polegli tu żołnierze z 61. i 62. Pułku Piechoty Wielkopolskiej oraz z 15. Pułku Artylerii Lekkiej. Po wojnie część z nich została pochowana na cmentarzu w Brzozie, gdzie we wspólnej mogile złożono 19 poległych.
Od 1940 do sierpnia 1945 r. wieś wchodziła w skład nowo utworzonej gminy Nowa Wieś Wielka, do czasu gdy gminę tę rozwiązano i wcielono do gminy Solec Kujawski.
W latach 1945–1954 Piecki należały do wsi Brzoza. Po reformie administracyjnej z 25 września 1954 r. miejscowość znalazła się w gromadzie Brzoza, a po jej likwidacji w 1961 roku w gromadzie Nowa Wieś Wielka. W skład sołectwa Brzoza wchodziły wówczas: wieś Brzoza, leśnictwa Brzoza i Zielonka, stacja kolejowa Chmielniki oraz osady Piecki i Stryszek. W latach 1954–1977 osada Piecki położona była zaledwie 2 km od południowej granicy miasta Bydgoszczy. Dopiero w 1977 roku wyłączono z terytorium administracyjnego Bydgoszczy lasy położone na południe od obwodnicy drogowej.
W okresie powojennym wieś wyludniła się i stała się przysiółkiem, lecz nie zanikła zupełnie, jak to miało miejsce w przypadku innych wsi i osad leśnych w Puszczy Bydgoskiej, m.in. sąsiedniego Łażyna, Emilianowa, czy wsi Kabat.